# Befragen
Unter Befragen versteht man beim Schach den Angriff auf eine aktiv positionierte Schachfigur des Gegners (etwa einen Vorposten) durch einen minder- oder gleichwertigen Spielstein. Dadurch wird der gegnerische Stein vor die Entscheidung gestellt, auf ein anderes Feld zu ziehen, sich aktiv zu tauschen oder auf dem Feld stehen zu bleiben und sich eventuell tauschen zu lassen (oder, bei Angriff durch einen geringerwertigen Stein, sich zu opfern).
François-André Danican Philidor, der führende Schachspieler des 18. Jahrhunderts, stellte das Prinzip auf, dass man auf die fünfte Reihe vorgestoßene Bauern so schnell wie möglich mit einem eigenen Bauern befragen müsse, um entweder die gegnerische Stellung zu lockern oder Abtausch mit Entwicklung der eigenen Figuren zu erlangen.
Wenn ein Figurenvorposten einer Seite nicht mehr befragt werden kann, sichert er seiner Seite üblicherweise einen Vorteil oder Kompensation für Materialopfer. Ein typisches Beispiel hierfür ist der sogenannte Ewige Springer.

## Beispiel
|   | a | b | c | d | e | f | g | h |   |
| 8 |   |   |   |   |   |   |   |   | 8 |
| 7 |   |   |   |   |   |   |   |   | 7 |
| 6 |   |   |   |   |   |   |   |   | 6 |
| 5 |   |   |   |   |   |   |   |   | 5 |
| 4 |   |   |   |   |   |   |   |   | 4 |
| 3 |   |   |   |   |   |   |   |   | 3 |
| 2 |   |   |   |   |   |   |   |   | 2 |
| 1 |   |   |   |   |   |   |   |   | 1 |
|   | a | b | c | d | e | f | g | h |   |

Befragung des weißen Läufers in der Spanischen Eröffnung durch 3. … a7–a6
Die mit Abstand häufigste Befragung in der Schachpraxis findet im dritten Zug der Spanischen Partie statt: Nach 3. Lf1–b5 zieht Schwarz meistens a7–a6 und stellt den angegriffenen Lb5 vor die sofortige Wahl, sich gegen den Sc6 zu tauschen oder auf a4 abzuziehen. Im letzteren Fall kann Schwarz bei Bedarf den Läufer mit b7–b5 zum weiteren Rückzug auf b3 zwingen.